# Josef Kopal
Josef Kopal (25. dubna 1883, Hřmenín u Jičína – 29. prosince 1966, Praha) byl český literární historik, romanista, vysokoškolský profesor a překladatel z francouzštiny, autor prvních českých souborných dějin francouzské literatury od nejstarších památek až po dobu nejnovější.

## Životopis
Narodil se jako syn rolníka. Středoškolské vzdělání získal v letech 1894–1902 na gymnáziu v Jičíně a pak vystudoval francouzštinu a němčinu na Filozofické fakultě Karlo-Ferdinandovy univerzity v Praze. Svá studia prohloubil pobytem na univerzitě v Neuchâtelu roku 1905 a na univerzitě v Grenoblu roku 1910.
Po studiích pracoval nejprve jako středoškolský profesor. Krátce učil na reálce v Bučovicích, v letech 1909–1912 byl profesorem gymnázia v Kolíně a v letech 1912–1921 v Litomyšli. Od roku působil 1921 na reálce v Praze na Smíchově. Roku 1924 získal doktorát filozofie za disertační práci Flaubertova estetika. Roku 1928 se habilitoval na Univerzitě Komenského v Bratislavě prací Literární teorie Boileauova a roku 1930 tam byl jmenován mimořádným a v roce 1935 řádným profesorem dějin francouzské literatury. V letech 1936–1938 působil současně na Masarykově univerzitě v Brně a roku 1938 přešel do Prahy na Univerzitu Karlovu.
Během druhé světové války organizačně působil v Kruhu moderních filologů a sbíral materiál pro své Dějiny francouzské literatury. Po válce se vrátil na Filozofickou fakultu Univerzity Karlovy, kde v letech 1945–1952 vedl katedru romanistiky. Roku 1955 byl zvolen členem korespondentem ČSAV. Přispíval do různých periodik, zvláště pak do Časopisu pro moderní filologii, jehož byl od roku 1947 vedoucím vedoucím redaktorem.
Na počátku své vědecké činnosti se orientoval především na literaturu francouzského klasicismu. Později se stále více soustřeďoval na prózu 19. a 20. století, především na Flauberta, Rollanda a Barbusse. Literární díla zasazoval do širších historických souvislostí a směřoval k postižení literárních vývojových tendencí a duchovních proudů. Působil též jako překladatel z francouzštiny, napsal celou řadu předmluv a doslovů k překladům francouzských děl od jiných překladatelů a v odborných i popularizujících časopisech soustavně referoval o francouzské literatuře.

## Dílo

### Vlastní práce
- Čtyři kapitoly (dnešní výchova – působení rationalismu – realism – pokrokářství), Časopis pokrokového studentstva, Praha 1903.
- O Gustavu Flaubertovi: jeho estetika, Revue Nové Čechy: Ústřední studentské knihkupectví, Praha 1923.
- Literární teorie Boileauova, Filozofická fakulta Univerzity Karlovy, Praha 1927.
- Romain Rolland, Jednota československých matematiků a fysiků, Praha 1930.
- Gustave Flaubert, Filozofická fakulta university Komenského, Bratislava 1932.
- O válečném románu francouzském, Jednota československých matematiků a fysiků, Praha 1934.
- George Sandová a Božena Němcová, Jednota československých matematiků a fysiků, Praha 1937.
- Co číst z literatur románských, František Borový, Praha 1937.
- Prokop Miroslav Haškovec, Česká akademie věd a umění, Praha 1939.
- Dějiny francouzské literatury, Melantrich, Praha 1949, texty přeložil Otakar Novák, první české souborné dějiny francouzské literatury od nejstarších památek až po dobu nejnovější.
- François Rabelais: k čtyřstému výročí jeho smrti, Orbis, Praha 1954.
- Realistické tendence v dějinách francouzské literatury, přednáška pro konferenci Kabinetu pro moderní filologii při ČSAV na jaře 1955 v Liblicích.
- Romain Rolland, Orbis, Praha 1964.

### Překlady
- Honoré de Balzac: Červená hospoda (1950).
- Émile Boutroux: Věda a náboženství (1918).
- Gustave Flaubert: Legenda o svatém Juliánovi Pohostinném (1925).
- Gustave Flaubert: Bouvard a Pécuchet (1960), společně s Věrou Smetanovou.
- Alfred Fouillée: Výchova se stanoviska národního (1907), společně s Emanuelem Čapkem.
- Charles Louis Montesquieu: Perské listy (1926).
- François Rabelais: Gargantua a Pantagruel (1953), závěrečná redakce překladu Jihočeské Thelémy
- Romain Rolland: Jan Kryštof (1928-1929), deset samostatných svazků (Úsvit, Jitro, Jinoch, Vzpoura, Jarmark,  Antoinetta, V domě, Přítelkyně, Hořící keř a Nový den).
- Alfred de Vigny: Život a smrt setníka Renauda neboli Rákoska (1925).

### Antologie, jejichž byl editorem
- Honoré de Balzac: Výbor z díla I., Svoboda, Praha 1948.
- Honoré de Balzac: Výbor z díla II., Svoboda, Praha 1948.
- Pierre de Ronsard: Lásky a jiné verše, SNKLHU, Praha 1956.
- Pierre de Ronsard: Básně, SNKLHU, Praha 1957.